# Sewerynów (powiat łosicki)
Sewerynów – wieś sołecka w Polsce położona w województwie mazowieckim, w powiecie łosickim, w gminie Huszlew.
W latach 1975–1998 miejscowość należała administracyjnie do województwa bialskopodlaskiego.
Wierni Kościoła rzymskokatolickiego należą do parafii Macierzyństwa Najświętszej Maryi Panny w Łuzkach.